# Yokohama TriStar Football Club 1983
Questa voce raccoglie le informazioni riguardanti lo Yokohama TriStar Football Club nelle competizioni ufficiali della stagione 1983.

## Stagione
Includendo nella rosa alcuni giocatori tesserati con un contratto simile a quello professionistico (fra cui l'ex capocannoniere della massima divisione João Dickson Carvalho), al termine della stagione lo Yokohama TriStar approdò in Japan Soccer League dominando il campionato regionale e, vincendo tutte le gare in programma, il torneo riservato alle vincitrici delle varie leghe per l'approdo nel campionato nazionale.

## Rosa
| N. |                          | Ruolo | Calciatore            |
| -- | ------------------------ | ----- | --------------------- |
| 1  | Giappone (bandiera)      | P     | Takeshi Oe            |
| 2  | Giappone (bandiera)      | D     | Futoshi Inemasu       |
| 3  | Giappone (bandiera)      | D     | Shiro Hayasaka        |
| 4  | Giappone (bandiera)      | D     | Katsuro Sato          |
| 5  | Giappone (bandiera)      | D     | Moichi Kiguchi        |
| 6  | Giappone (bandiera)      | C     | Tadashi Karai         |
| 7  | Corea del Sud (bandiera) | A     | Choi Rae-Jin          |
| 8  | Brasile (bandiera)       | A     | João Dickson Carvalho |
| 9  | Giappone (bandiera)      | A     | Yoji Takahashi        |
| 10 | Brasile (bandiera)       | C     | Jair Masaoka          |

| N. |                          | Ruolo | Calciatore      |
| -- | ------------------------ | ----- | --------------- |
| 11 | Giappone (bandiera)      | A     | Mikio Kawasaki  |
| 12 | Giappone (bandiera)      | A     | Tamotsu Kurita  |
| 13 | Giappone (bandiera)      | A     | Ichiro Shichijo |
| 15 | Giappone (bandiera)      | D     | Kazushi Ikeda   |
| 16 | Giappone (bandiera)      | D     | Nobuyuki Otake  |
| 17 | Corea del Sud (bandiera) | C     | Lee Gook-Soo    |
| 18 | Giappone (bandiera)      | D     | Masaru Shinya   |
| 19 | Giappone (bandiera)      | P     | Yutaka Tanno    |
| 20 | Giappone (bandiera)      | D     | Ichiro Fujiwara |
| 21 | Giappone (bandiera)      | A     | Akira Hattori   |

## Statistiche

### Statistiche di squadra
| Competizione                  | Punti | Totale | Totale | Totale | Totale | Totale | Totale | DR  |
| Competizione                  | Punti | G      | V      | N      | P      | Gf     | Gs     | DR  |
| ----------------------------- | ----- | ------ | ------ | ------ | ------ | ------ | ------ | --- |
| Campionato regionale di Kanto | 31    | 18+8   | 14+6   | 3+2    | 1+0    | 55+12  | 11+4   |     |
| Totale                        | -     | 26     | 20     | 5      | 1      | 67     | 15     | +52 |